# إيمان النفجان
إيمان النفجان هي مُدوِّنة وناشطة حقوقيّة من المملكة العربية السعودية.

## الحياة المُبكّرة والمسيرة المِهنيّة
ولدت النفجان في المملكة العربية السعودية، وهي ابنة ضابط عسكري سعودي. حصلت على درجة البكالوريوس في اللغة الإنجليزية ثم عملت في وقت لاحق كمساعدة لمدرس جامعي إلى أن حصلت على درجة الماجستير في نفس تخصصها، لتنتقل فيما بعد لإكمال دراسة اللغة الإنجليزية في جامعة برمنغهام في المملكة المتحدة، ثم عملت في وقت لاحق كمدرسة تمهيدية للغة الإنجليزية في نفس الجامعة؛ وكانت قريبة – قبلَ اعتقالها – من نيلِ شهادة الدكتوراه في تخصّص اللغويات.

## النشاط الحقوقي
بدأت إيمان في شباط/فبراير من عَام 2008 الكتابة في مدونة «امرأة سعودية» (بالإنجليزية: Saudiwoman)‏ حيث كانت تكتبُ عن قضايا السعودية الاجتماعية والثقافية مع التركيز على تلك المتعلقة بالنساء. زادت شهرة إيمان وتعرّف عليها كُثر بعدما قامت في 17 يونيو/حزيران من عام 2011 بقيادة سيارتها في الرياض تعبيرًا عن رفضها لمنعِ الحُكومة السعودية المرأة من قيادة السيارة كما شاركت في حملة المطالبة بتمكينِ المرأة السعودية خلال احتجاجات 2011-13.

### الاعتقال
نَشرت منظمة هيومن رايتس ووتش مقالًا مفادهُ أن السلطات في السعودية قد ألقت القبض يوم 15 أيار/مايو 2018 على الناشطة الحقوقية إيمان النفجان جنبًا إلى جنب مع ستة آخرين بما في ذلك عائشة المانع، لجين الهذلول وعزيزة اليوسف وذلك بتهمة «تجاوز الثوابت الدينية والوطنية والتواصل مع جهات خارجية وتقديم دعم مالي لعناصر معادية في الخارج». أثارت هذه الحادثة الكثير من الضجة والجدل داخل أوساط المملكة وخارجها خاصة أنّها تزامنت مع الإصلاحات التي أعلنَ عنها ولي العهد السعودي محمد بن سلمان والتي يهدف من خلالها إلى «تمتيع الشعب السعودي بكافة حقوقه». وكانَت مديرة منظمة هيومن رايتس في منطقة الشرق الأوسط قد علّقت على موضوع اعتقال إيمان وباقي الناشطات بالقول: «الإصلاح الذي يقوده ولي العهد محمد بن سلمان كان حتى الآن حملة لتخويف الإصلاحيين الحقيقيين، ممن يتجرؤون علنا على الدفاع عن حقوق الإنسان أو تمكين المرأة.»
في 28 آذار/مارس 2019؛ تم إطلاق سراح إيمان النفجان بجانب عزيزة اليوسف ورقية المحارب مؤقتًا إلى حينِ انعقاد الجلسة الثالثة لمحاكمتهّن بالتهم الموجهة لهنّ.

## الحياة الخاصة
إيمان النجفان متزوجة ولديها ثلاثة أطفال، تُقيم حاليا في عاصمة المملكة العربية السعودية الرياض.

## وصلات خارجية
- مدونة المرأة السعودية
- مقالة أرشيفية حول إيمان في الجارديان
- مقالة أرشيفية حول إيمان على موقع RelativityOnline.com